# Minas Gerais
Minas Gerais (letterlijk: Algemene Mijnen) is een van de 26 deelstaten van Brazilië.
De staat met de standaardafkorting MG heeft een oppervlakte van ca. 586.522 km² en ligt in de regio Zuidoost. Minas Gerais grenst aan Bahia in het noorden en noordoosten, Espírito Santo in het oosten, Rio de Janeiro in het zuidoosten, São Paulo in het zuiden en zuidwesten, Mato Grosso do Sul in het westen, Goiás in het westen en noordwesten en het Federaal District in het noordwesten. In 2017 had de staat 21.119.536 inwoners. Vroeger was van 1721 tot 1897 de hoofdstad Ouro Preto (letterlijk vertaald: zwart goud). Sinds 1897 is de hoofdstad Belo Horizonte. Een inwoner van Minas Gerais noemt men een Mineiro.
Een historische stad in deze regio is Tiradentes.
De staat heeft 10,1% van de Braziliaanse bevolking en produceert slechts 8,7% van het BBP van het land.

## Bestuurlijke indeling
De deelstaat Minas Gerais is ingedeeld in 12 mesoregio's, 66 microregio's en 853 gemeenten.

## Belangrijke steden
In orde van grootte:
| Stad                                            | Inwoners  |
| ----------------------------------------------- | --------- |
| Belo Horizonte                                  | 2.523.794 |
| Uberlândia                                      | 676.613   |
| Contagem                                        | 658.580   |
| Juiz de Fora                                    | 563.769   |
| Betim                                           | 427.146   |
| Montes Claros                                   | 402.027   |
| Ribeirão das Neves                              | 328.871   |
| Uberaba                                         | 328.272   |
| Governador Valadares                            | 280.901   |
| Ipatinga                                        | 261.203   |
| Sete Lagoas                                     | 236.228   |
| Divinópolis                                     | 234.937   |
| Santa Luzia                                     | 218.897   |
| Ibirité                                         | 177.475   |
| Poços de Caldas                                 | 166.085   |
| Patos de Minas                                  | 150.893   |
| Pouso Alegre                                    | 147.137   |
| Teófilo Otoni                                   | 141.934   |
| Barbacena                                       | 136.689   |
| Sabará                                          | 135.968   |
| Bron: (pt) IBGE - Populatie volgens census 2017 |           |

## Economie

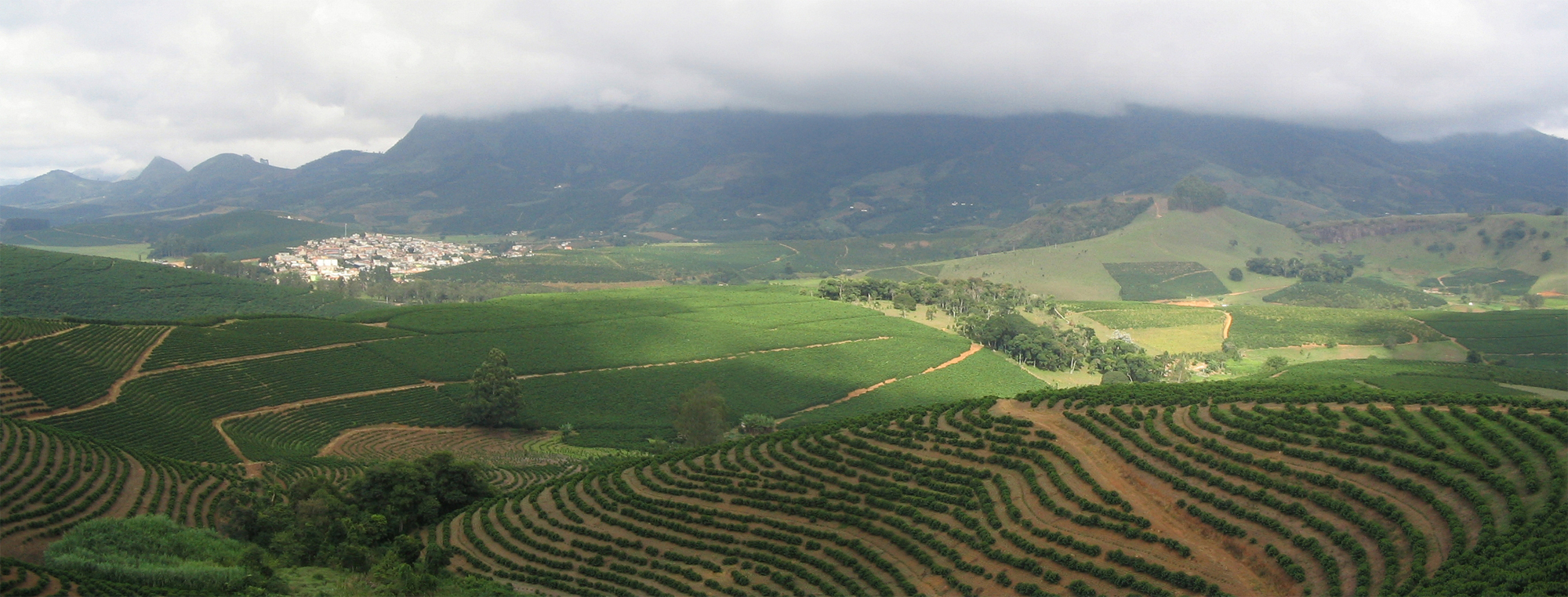
Koffie in São João do Manhuaçu

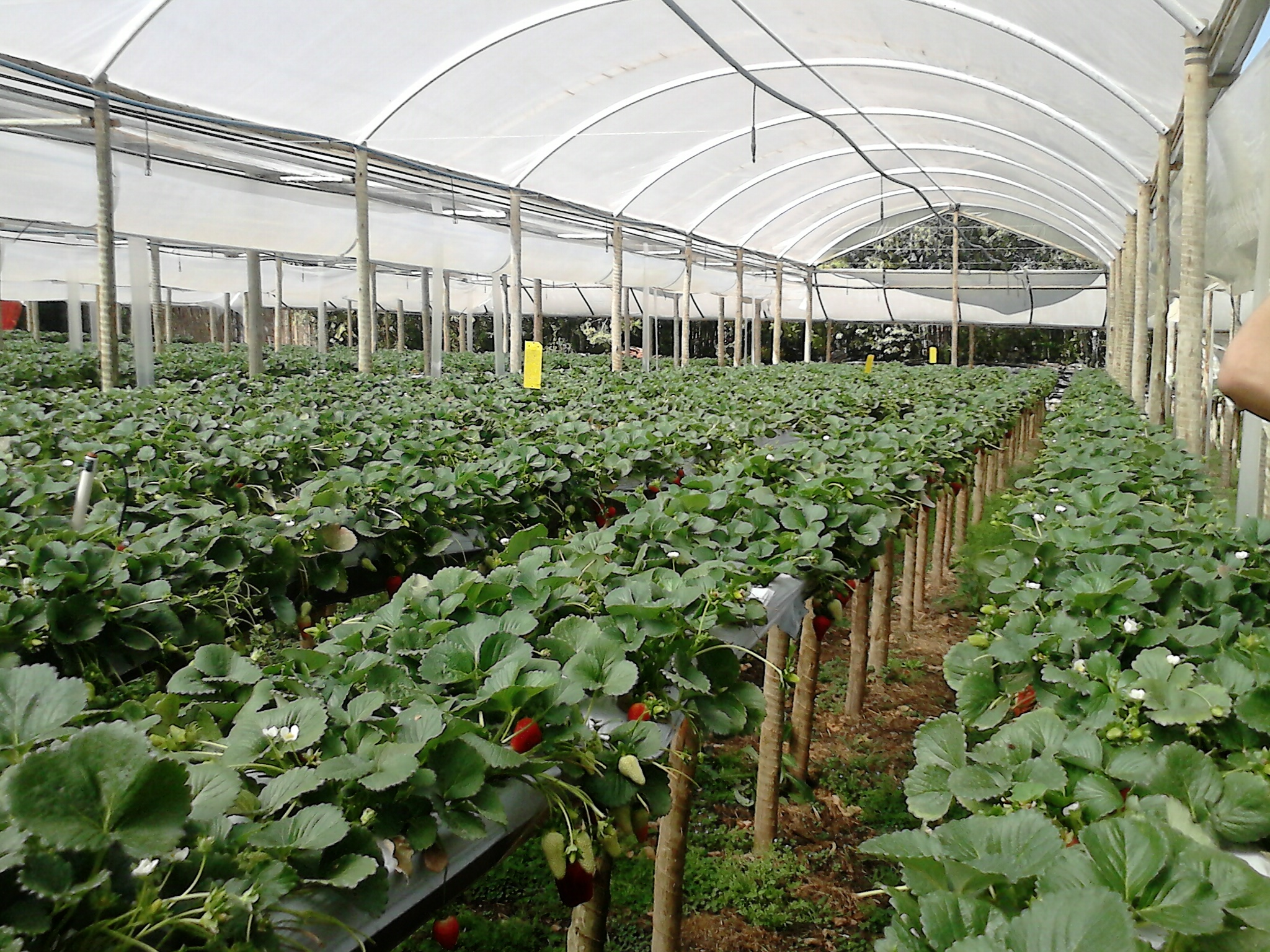
Aardbei in Estiva

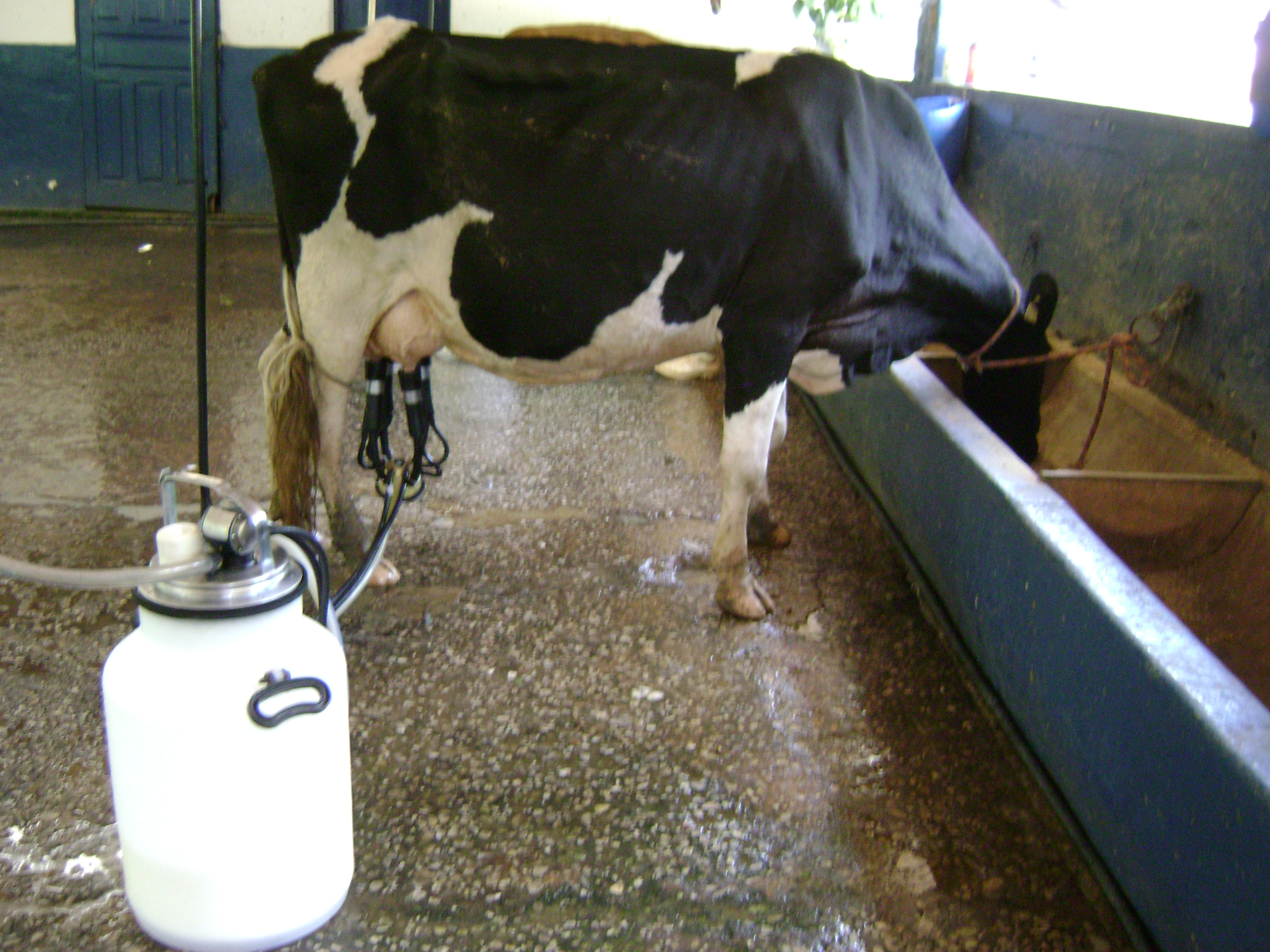
Melkextractie in Ouro Preto

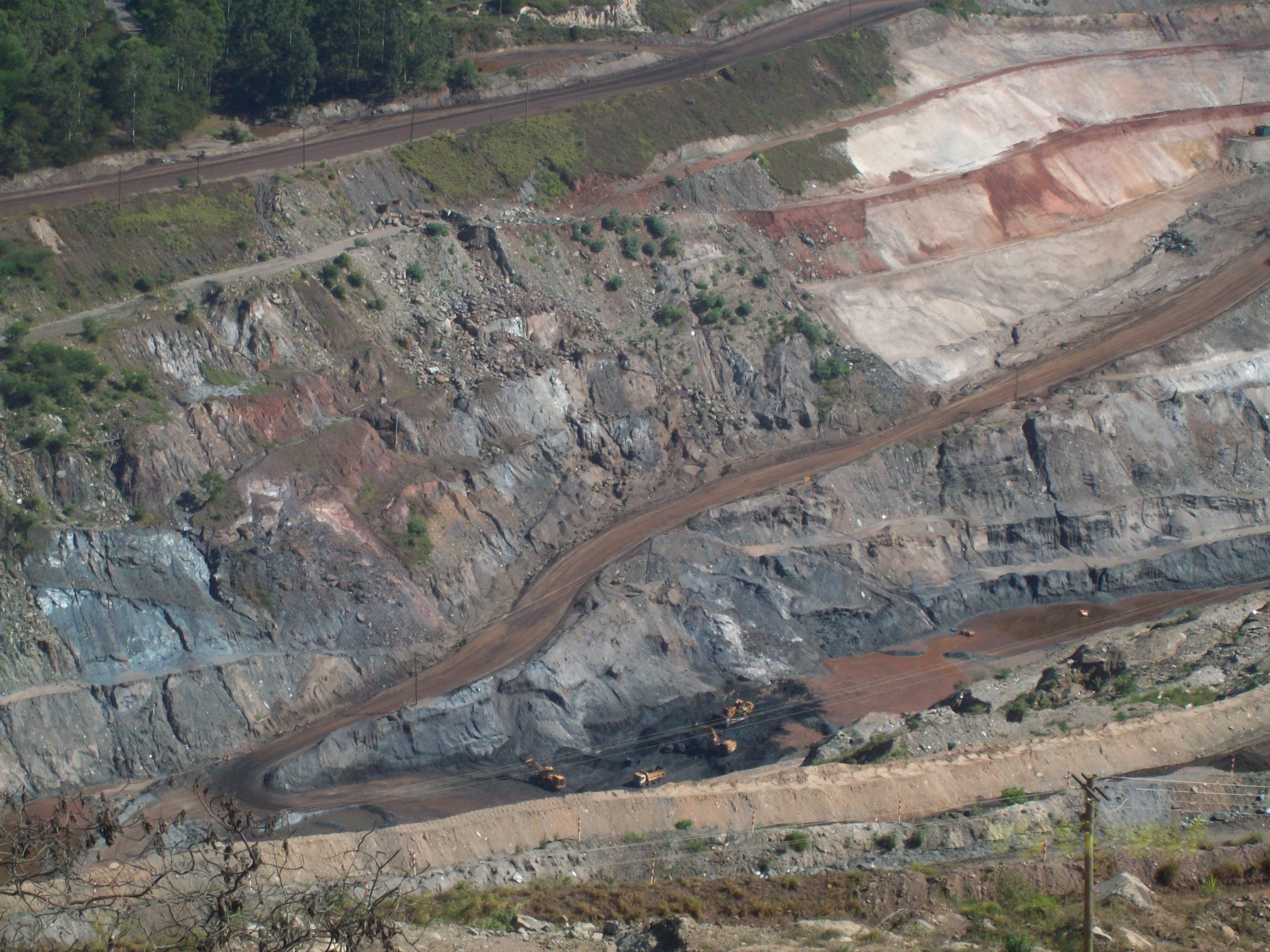
IJzermijn in Itabira

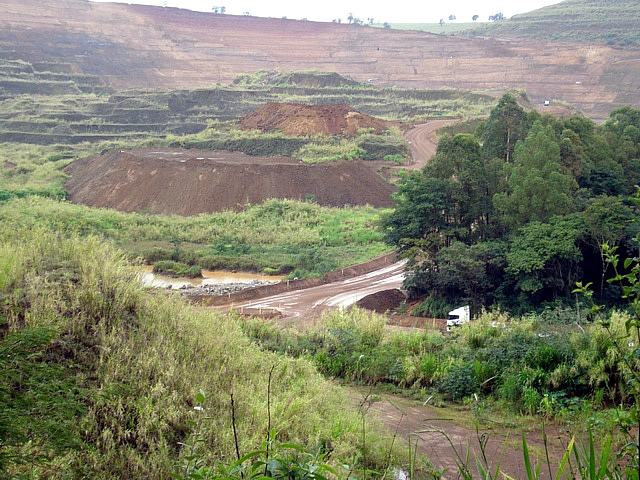
Extractie van niobium in Araxá

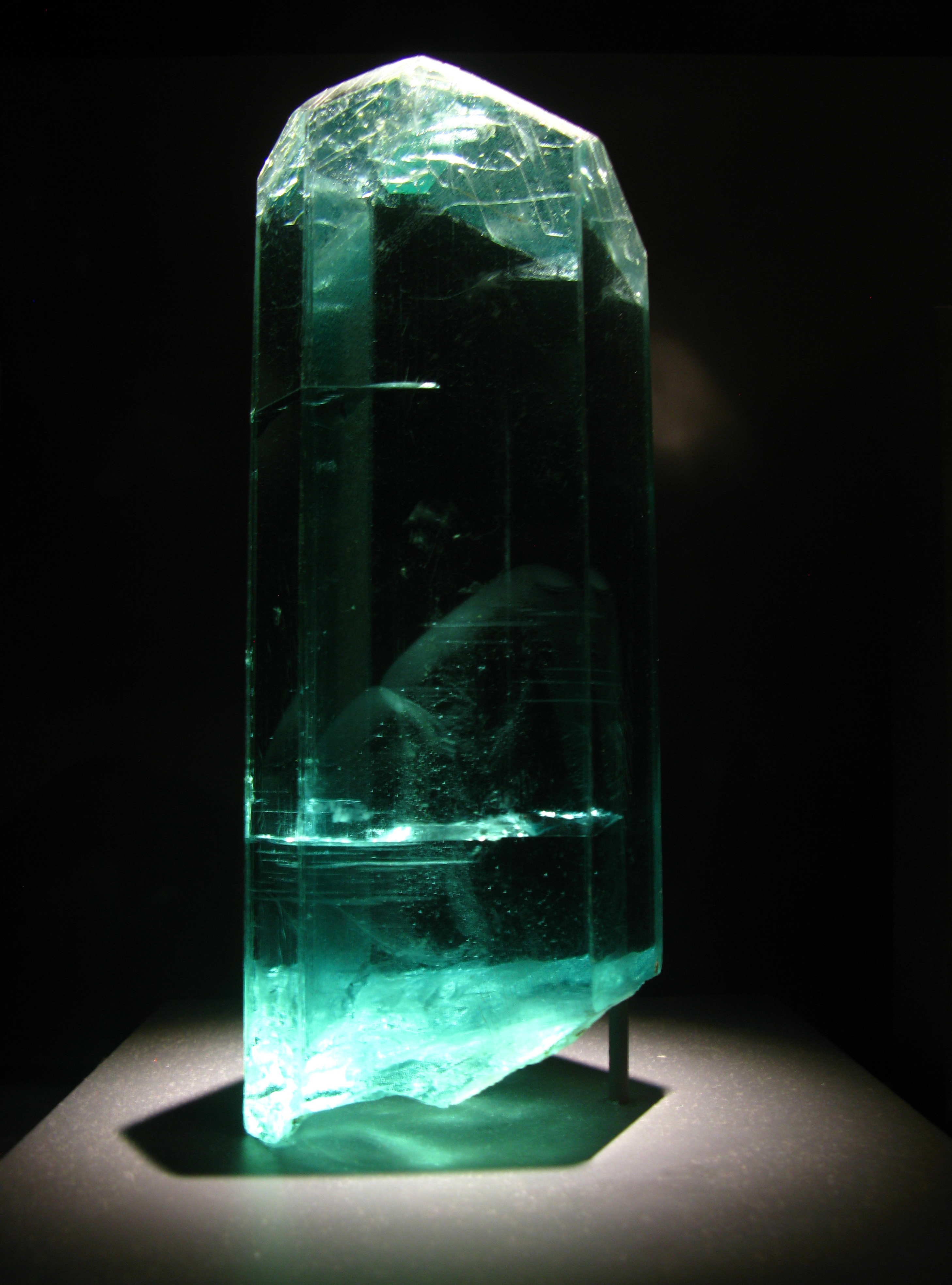
Aquamarijn van Minas Gerais

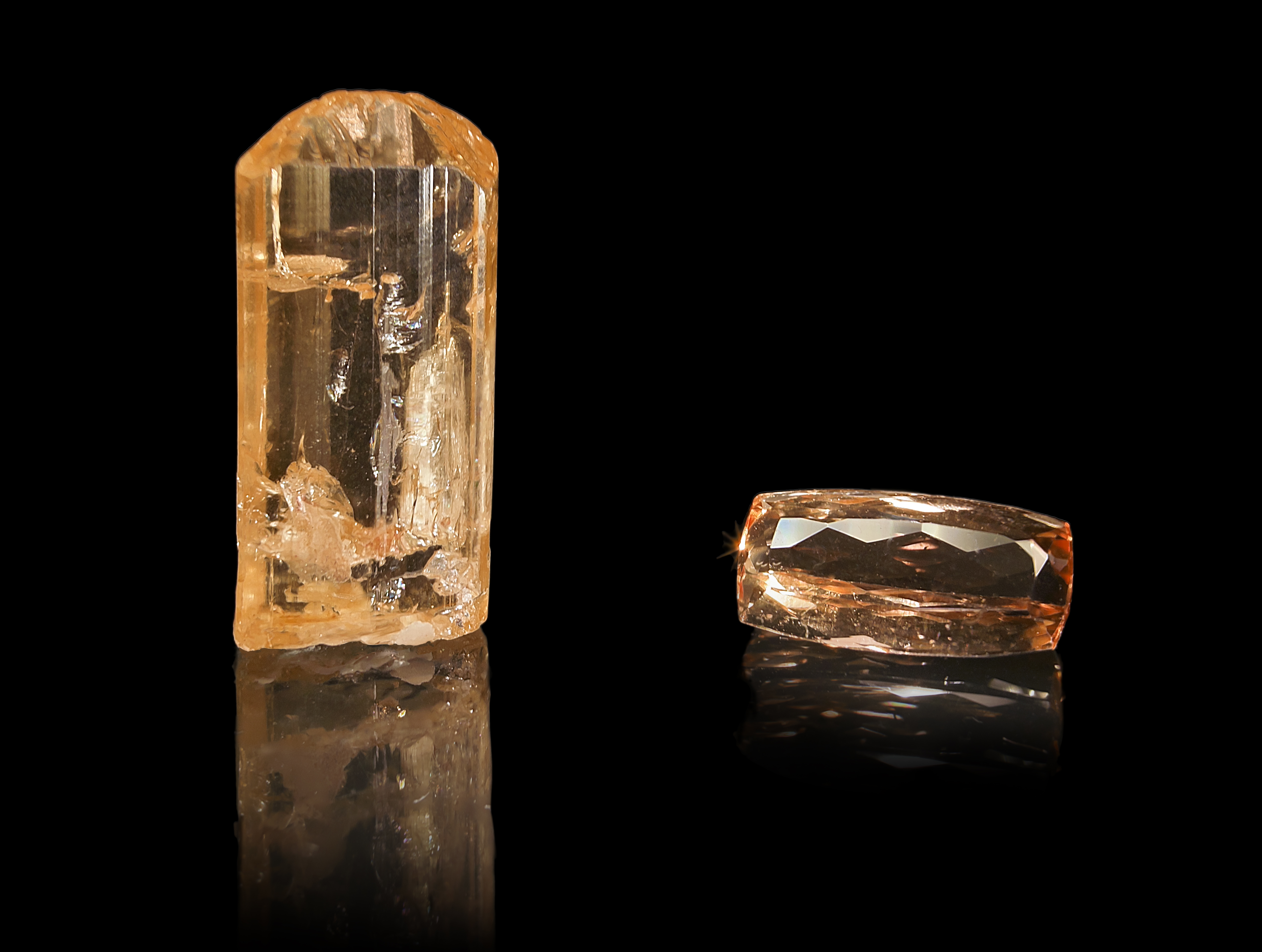
Keizerlijke topaas van Minas Gerais

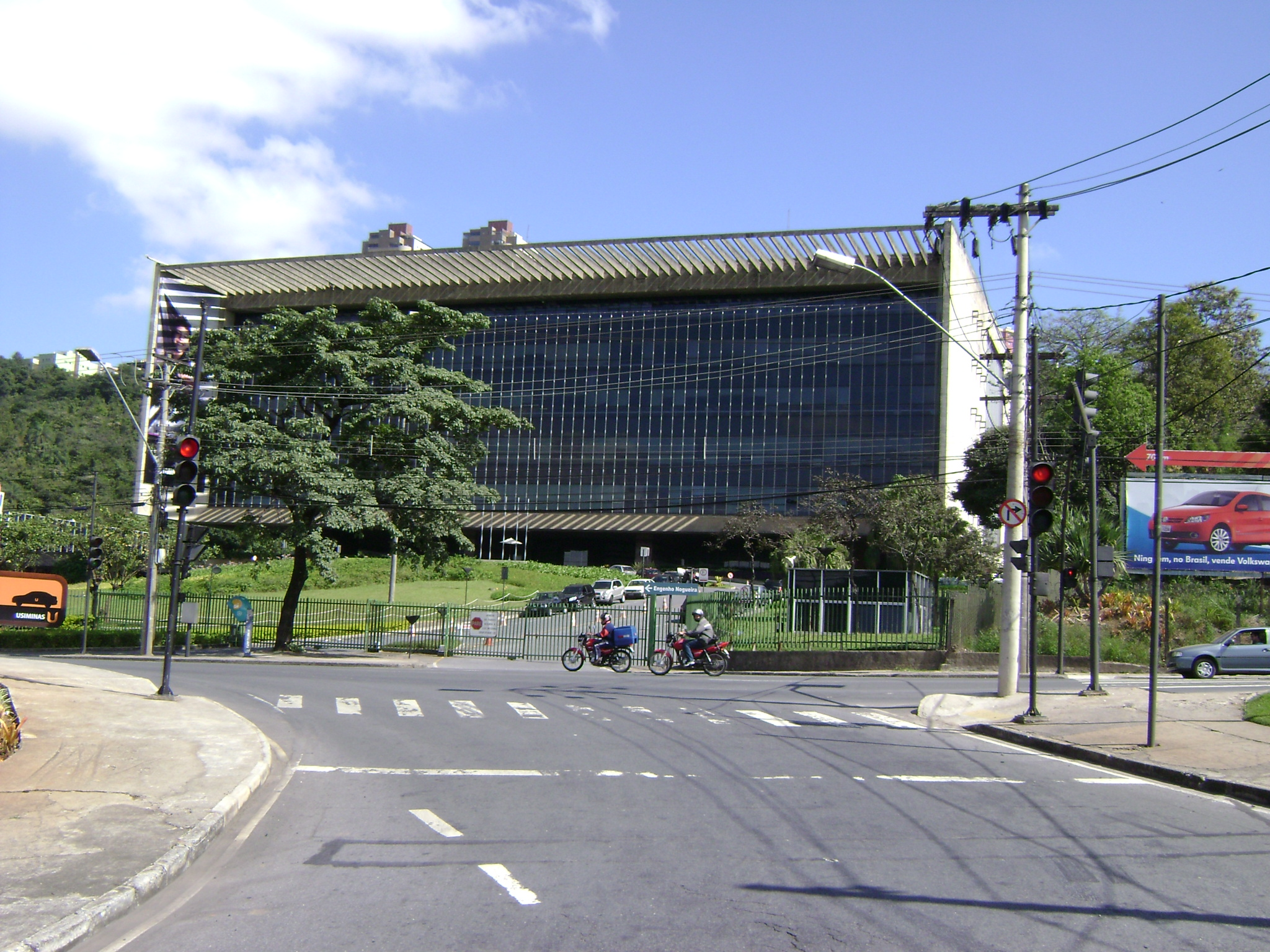
Usiminas hoofdkantoor in Belo Horizonte

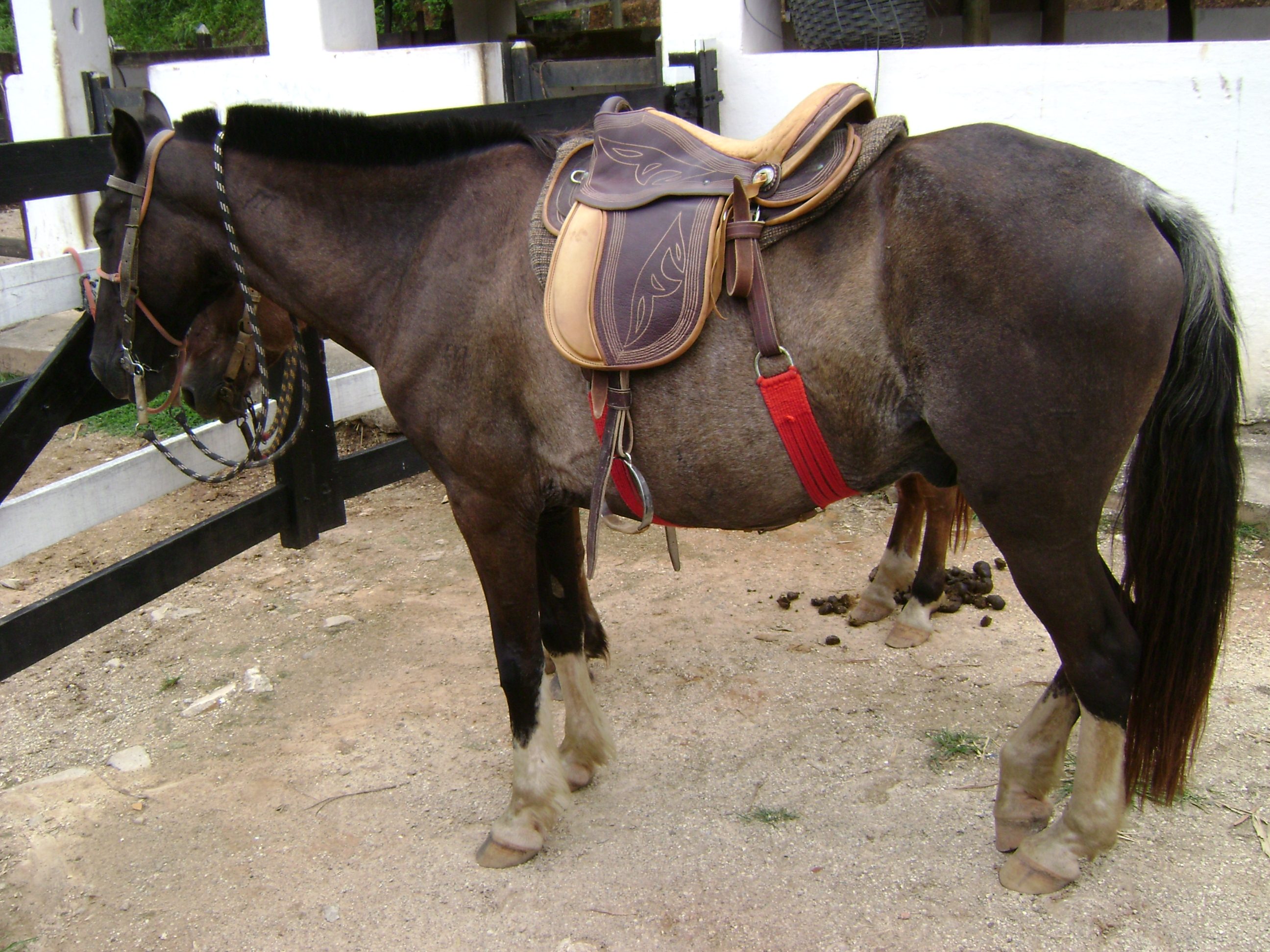
Gezadeld paard in Ouro Preto

De dienstensector is de grootste component van BBP met 47,1%, gevolgd door de industriële sector met 44,1%. landbouw vertegenwoordigt 8,8% van het BBP (2004). Belangrijkste exportproducten: minerale producten 44,4%, metaal 15,8%, plantaardige producten 13%, edelmetaal 5,5%, voedsel spullen 4,9%, transport 3,5% (2012).
Aandeel van de Braziliaanse economie: 9% (2005).
Minas Gerais (of gewoon Minas, zoals het gewoonlijk wordt genoemd) is een belangrijke producent van melk, koffie en andere landbouwproducten, evenals van mineralen. Electronics worden ook geproduceerd in Minas. De autofabrikanten Fiat en Mercedes-Benz hebben daar fabrieken. Toerisme is ook een belangrijke activiteit voor de staat: historische steden als Ouro Preto, Mariana, Sabará, Congonhas, Diamantina, Tiradentes en São João del-Rei, zijn belangrijke attracties voor geïnteresseerde bezoekers in hun koloniale architectuur. Andere steden, zoals Araxá, Poços de Caldas, Lambari, Caxambu, Lavras en anderen trekken bezoekers aan die geïnteresseerd zijn in hun mineraalwaterbronnen.
De staat heeft duidelijke economische verdeeldheid. Het zuidelijke deel van de staat (dicht bij de staatsgrenzen São Paulo en Rio de Janeiro) heeft verschillende middelgrote steden met solide industriële bases zoals Juiz de Fora, Varginha, Pouso Alegre, en Poços de Caldas, evenals Ipatinga in het oosten van de staat, dat ook een moderne en grote industriestad is en Itabira, beschouwd als moederstad van mijnbouwbedrijf Vale, dat aandelen heeft genoteerd in Bovespa en NYSE. De noordoostelijke regio wordt gekenmerkt door armoede, maar Governador Valadares en Teófilo Otoni trekken buitenlandse handelaren aan voor de halfedelstenen zoals topaas en saffier. In Teófilo Otoni worden sommige bedrijven ook aangetrokken vanwege Braziliaanse Export Processing Zone, een vrijhandelszone. De centrale regio van de staat (waar de hoofdstad zich bevindt) heeft grote reserves van ijzer (en tot een in mindere mate, goud) nog steeds actief gedolven. Er zijn ook grote bedrijven geïnstalleerd in de auto-industrie, zoals fabrikanten FIAT in Betim, IVECO in Sete Lagoas en leveranciers van auto-onderdelen, zoals STOLA en USIPARTS. Het westelijke deel, de "'Triângulo Mineiro' '", is minder dichtbevolkt dan de rest van de staat, en het is nu een focus van biotechnologie investeringen, met name in de steden Uberlândia, Uberaba, Patos de Minas en Araguari, waaronder toonaangevend onderzoek naar de kweek van vee, sojaboon en maïs.
In de landbouw valt de staat op in de productie van koffie, suikerriet en sojaboon, en heeft ook grote producties van sinaasappel, bonen, sorghum, wortel, aardappel, banaan, mandarijn en aardbei, naast het produceren van papaja, persimmon en yuca.
In 2020 was Minas Gerais de grootste producent van Coffea arabica in het land, met 74% van het nationale totaal (1,9 miljoen ton of 31,2 miljoen zakken van 60 kg). In 2017 vertegenwoordigde Minas 54,3% van de totale nationale productie van koffie (eerste plaats).
De staat was de op twee na grootste producent van suikerriet in Brazilië in 2020, goed voor 11,1% van de totale productie in het land, met 74,3 miljoen ton.
De teelt van sojaboon daarentegen neemt toe, maar behoort niet tot de grootste nationale producenten van dit graan. In de oogst van 2018/2019 oogstte Minas Gerais 5 miljoen ton (zevende plaats in het land).
Over sinaasappel, Minas Gerais was de op één na grootste producent in 2018, met een totaal van 948 duizend ton.
Minas Gerais is de op een na grootste producent van bonen in Brazilië, met 17,2% van de nationale productie in 2020. Bovendien is het een van de grootste nationale producenten van sorghum: ongeveer 30% van de Braziliaanse productie. Het staat ook op de derde plaats in de binnenlandse productie van katoen.
De staat was in 2018 de derde grootste producent van banaan, met 766 duizend ton. Brazilië was al de op één na grootste producent van het fruit ter wereld, momenteel op de derde plaats en verloor alleen aan India en Ecuador.
In 2018 waren São Paulo en Minas Gerais de grootste producenten van mandarijn in Brazilië. Minas was de 5e grootste producent van papaja. Over persimmon, Minas staat op de derde plaats met 8%.
In 2019 was er in Brazilië een totaal productiegebied van ongeveer 4 duizend hectare aardbei. De grootste producent is Minas Gerais, met ongeveer 1.500 hectare, geteeld in de meeste gemeenten in het uiterste zuiden van de staat, in de regio Serra da Mantiqueira, met Pouso Alegre en Estiva als de grootste producenten.
Met betrekking tot wortel stond Brazilië in 2016 op de vijfde plaats op de wereldranglijst, met een jaarlijkse productie van ongeveer 760 duizend ton. Brazilië bekleedt de zevende wereldpositie in de export van dit product. Minas Gerais is de grootste producent in Brazilië. Tot de productiecentra in Minas Gerais behoren de gemeenten São Gotardo, Santa Juliana en Carandaí. Wat aardappel betreft, de belangrijkste nationale producent is de staat Minas Gerais, met 32% van het totaal dat in het land wordt geproduceerd. In 2017 oogstte Minas Gerais ongeveer 1,3 miljoen ton van het product.
Bij de productie van cassave produceerde Brazilië in 2018 in totaal 17,6 miljoen ton. Minas was de 12e grootste producent van het land, met bijna 500 duizend ton.
Met betrekking tot de rundveestapel heeft Minas de op een na grootste van het land. In 2015 had het in totaal 23,8 miljoen stuks vee.
Minas is de belangrijkste producent van melk in Brazilië, met het hoogste aantal gemolken koeien, verantwoordelijk voor 26,6% van de productie en 20,0% van het totale aantal melkdieren. De gemeente Patos de Minas was in 2017 de op één na grootste producent met 191,3 miljoen liter melk. In 2015 produceerde de staat 9,1 miljard liter melk.
In termen van varkensvlees vlees had Minas in 2017 de vierde grootste kudde van het land, met 5,2 miljoen stuks, 12,7% van het nationale totaal.
De staat is de derde grootste producent van eieren in het land, met 9,3% van het Braziliaanse totaal in 2019 (dat was 3,83 miljard dozijn).
In de minerale productie was Minas Gerais in 2017 de grootste producent van ijzer (277 miljoen ton ter waarde van R $ 37,2 miljard), goud (29,3 ton ter waarde van R $ 3,6 miljard), zink (400 duizend ton ter waarde van R $ 351 miljoen) en niobium (in de vorm van hydrochloride) (131 duizend ton ter waarde van R $ 254 miljoen). Bovendien was Minas de op een na grootste producent van aluminium (bauxiet) (1,47 miljoen ton met een waarde van 105 miljoen R $), een derde van mangaan (296 duizend ton ter waarde van R $ 32 miljoen) en 5e van tin (206 ton ter waarde van R $ 4,7 miljoen). Minas Gerais had 47,19% van de waarde van de productie van mineralen die in Brazilië op de markt worden gebracht (eerste plaats), met R $ 41,7 miljard.
De staat heeft de grootste productie van verschillende edelstenen en halfedelstenen in het land. In aquamarijn produceert Minas Gerais de meest waardevolle stenen ter wereld. In diamant, Brazilië was de grootste diamantproducent ter wereld van 1730 tot 1870, vond voor het eerst mijnbouw plaats in de Serra da Canastra, regio Diamantina, waardoor de steenprijs in iedereen zelfs werd verlaagd. tot overproductie. Minas Gerais gaat door met het delven van diamanten, naast producties op grotere of kleinere schaal van agaat, smaragd, granaat, jaspis en saffier. Topaas en toermalijn vallen op. In topaas heeft Brazilië de meest waardevolle variëteit ter wereld, imperiale topaas, die alleen wordt geproduceerd in Ouro Preto. Bovendien is het land 's werelds grootste producent van topaas. Het is ook een van 's werelds grootste producenten van toermalijn.
Minas Gerais had in 2017 een industrieel bbp van R $ 128,4 miljard, wat overeenkomt met 10,7% van de nationale industrie. Er werken 1.069.469 werknemers in de industrie. De belangrijkste industriële sectoren zijn: bouw (17,9%), winning van metallische mineralen (15,2%), voeding (13,4%), industriële diensten van openbaar nut, zoals elektriciteit en water (10,8%) en metallurgie (10,5%). Deze 5 sectoren concentreren 67,8% van de industrie van de staat.
In Brazilië vertegenwoordigt de sector automobiel ongeveer 22% van het industriële bbp. Minas is de op twee na grootste voertuigproducent van het land, met een participatie van 10,7% in 2019. Minas Gerais heeft fabrieken van Fiat en Iveco.
In de staalindustrie bedroeg de Braziliaanse ruwstaalproductie 32,2 miljoen ton in 2019. Minas Gerais vertegenwoordigde 32,3% van het geproduceerde volume in de periode, met 10.408 miljoen ton, zijnde het grootste staalcentrum. Tot de staalbedrijven in Minas behoren Usiminas, ArcelorMittal Aços Longos (voorheen Belgo Mineira), Açominas (behorend tot Gerdau), Vallourec & Mannesmann en Aperam South America.
In Voedingsindustrie was Brazilië in 2019 de op een na grootste exporteur van bewerkte voedingsmiddelen ter wereld, met een exportwaarde van 34,1 miljard dollar. Het inkomen van de Braziliaanse voedings- en drankenindustrie in 2019 was R $ 699,9 miljard, 9,7% van het bruto binnenlands product van het land. In 2015 telde de voedingsmiddelen- en drankenindustrie in Brazilië 34.800 bedrijven (exclusief bakkerijen), waarvan de overgrote meerderheid klein was. Bij deze bedrijven werkten meer dan 1.600.000 werknemers, waardoor de voedingsmiddelen- en drankenindustrie de grootste werkgever in de maakindustrie is. Er zijn ongeveer 570 grote bedrijven in Brazilië, die een groot deel van de totale inkomsten uit de industrie samenbrengen. Minas Gerais heeft voedingsbedrijven van nationaal belang opgericht, zoals Itambé en Pif Paf Alimentos.
In de Schoenenindustrie produceerde Brazilië in 2019 972 miljoen paar. De export bedroeg ongeveer 10% en bereikte bijna 125 miljoen paar. Brazilië staat op de vierde plaats van de wereldproducenten, na China, India en Vietnam, en op de elfde plaats van de grootste exporteurs. Minas Gerais heeft een polo gespecialiseerd in goedkope schoenen en sneakers in Nova Serrana. De stad heeft ongeveer 830 industrieën, die in 2017 ongeveer 110 miljoen paar produceerden.
In Textielindustrie heeft Brazilië, ondanks dat het in 2013 tot de 5 grootste producenten ter wereld behoort en representatief is voor de consumptie van textiel en kleding, weinig plaats in de wereldhandel. In 2015 stond de Braziliaanse invoer op de 25e plaats (US $ 5,5 miljard). En in de export stond het slechts 40e op de wereldranglijst. Het aandeel van Brazilië in de wereldhandel in textiel en kleding is slechts 0,3%, omdat het moeilijk is om qua prijs te concurreren met producenten uit India en voornamelijk uit China. De brutowaarde van de productie, inclusief de consumptie van intermediaire goederen en diensten, van de Braziliaanse textielindustrie kwam overeen met bijna R $ 40 miljard in 2015, 1,6% van de brutowaarde van de industriële productie in Brazilië. Minas Gerais heeft 8,51% (derde grootste productie in het land).
In Elektronica-industrie bedroeg de facturering van industrieën in Brazilië in 2019 R $ 153,0 miljard, ongeveer 3% van het nationale bbp. Het aantal werknemers in de sector bedroeg 234,5 duizend mensen. De export bedroeg $ 5,6 miljard en de import van het land $ 32,0 miljard. Brazilië heeft twee grote elektro-elektronische productiecentra, gelegen in het hoofdstedelijk gebied van Campinas, in de staat São Paulo, en in de vrije zone van Manaus, in de staat Amazonas. Het land heeft ook andere kleinere centra, een daarvan in de gemeente Santa Rita do Sapucaí, in de staat Minas Gerais. In Santa Rita do Sapucaí zijn 8 duizend banen gekoppeld aan de sector, met meer dan 120 bedrijven. De meesten van hen produceren apparatuur voor de telecommunicatie-industrie, zoals decoders, ook die welke worden gebruikt bij de transmissie van het digitale televisiesysteem. Het bedrijf Multilaser produceert in de stad Extrema.